# Eolhárfa

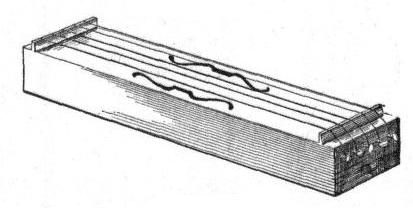
Szélhárfa

Az eolhárfa (latinosan aeolhárfa vagy æolhárfa) vagy más néven szélhárfa egy szélmozgás által megszólaltatott hangszer. Csak nevében hárfa, hangszertanilag a citerák osztályába tartozik. Nevét Aeolus-ról, a görög szélisten (Aiolosz) nevének latinos formájáról kapta.
A romantika igen kedvelt „bútora” volt (bár még ma is készítenek ilyen hangszereket), igen sokat is építettek belőle, elsősorban padlásokra és hasonló szellős, huzatos helyekre tették.
A hangszer tulajdonképpen nem más, mint egy fadoboz, rajta kifeszítve különböző anyagú, vagy különböző vastagságú húrokkal, amelyeket általában egy hangmagasságra hangoltak (természetesen akadnak kivételek). A hangszert a nyitott ablakhoz közel kell elhelyezni, hogy a légmozgás a peremhangos hangkeltés elve alapján megrezgesse a húrokat.
A hangmagasság és -erősség véletlenszerű és változó, a szélerősségtől függ. A légmozgások a közös alaphang felhangjainak szólaltatják meg. Ha eltérő hangmagasságra hangoljuk a húrokat, akkor akár akkordokat is hallhatunk.
Samuel Taylor Coleridge és Percy Bysshe Shelley különböző irodalmi műveiben is felbukkan. Utóbbi híres, Óda a nyugati szélhez című költeményének utolsó szakaszában a beszélő saját magát hasonlítja eolhárfához.
Ezenkívül Frédéric Chopin Op. 25, no. 1-es Asz-dúr zongoraetűdjét különleges hangzása miatt Robert Schumann a „Szélhárfa-etűd” becenévvel illette, mert miközben a játékosnak a jobb kéz ötödik ujjal egy dallamot kell megszólaltatnia, addig a többi ujjával egy igen gyors, pedálos arpeggio-t kell játszania.